# Veli Golji
Veli Golji – wieś w Chorwacji, w żupanii istryjskiej, w gminie Sveta Nedelja. W 2011 roku liczyła 72 mieszkańców.